# Nigrospora vietnamensis
Nigrospora vietnamensis är en svampart som beskrevs av Hol.-Jech. 1963. Nigrospora vietnamensis ingår i släktet Nigrospora, ordningen Trichosphaeriales, klassen Sordariomycetes, divisionen sporsäcksvampar och riket svampar.   Inga underarter finns listade i Catalogue of Life.